# Station Harkstede-Scharmer
Station Harkstede-Scharmer (geografische afkorting Hsr) was een stopplaats aan de Woldjerspoorweg tussen Groningen en Weiwerd. De stopplaats was in gebruik van 1 juli 1929 tot 5 mei 1941.
Het stationsgebouw, ontworpen door de architect Ad van der Steur, is van het Standaardtype Woldjerspoor, maar de plattegrond is spiegelbeeldig aan die van de zes andere stations van dit type. Dat had te maken met de gewenste situering van de goederenloods. 
Het station is anno 2018 deels in gebruik als brandweerkazerne. Bij het station, aan de Vijverlaan, ligt het voormalige spoordok met zwaaikom waar de schepen konden draaien. Dit is nu onderdeel van een kinderboerderij.

## Fotogalerij

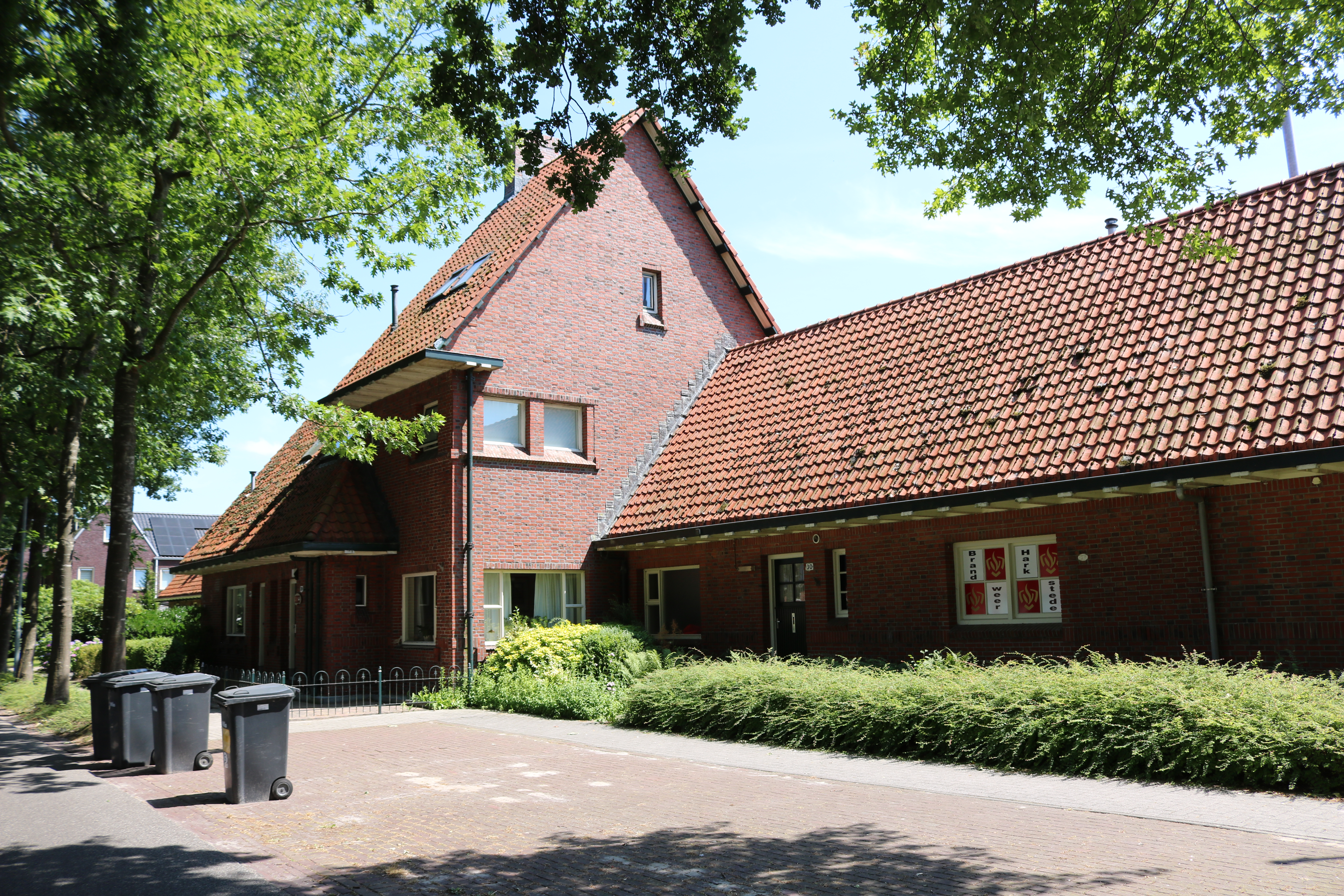
Station Harkstede-Scharmer
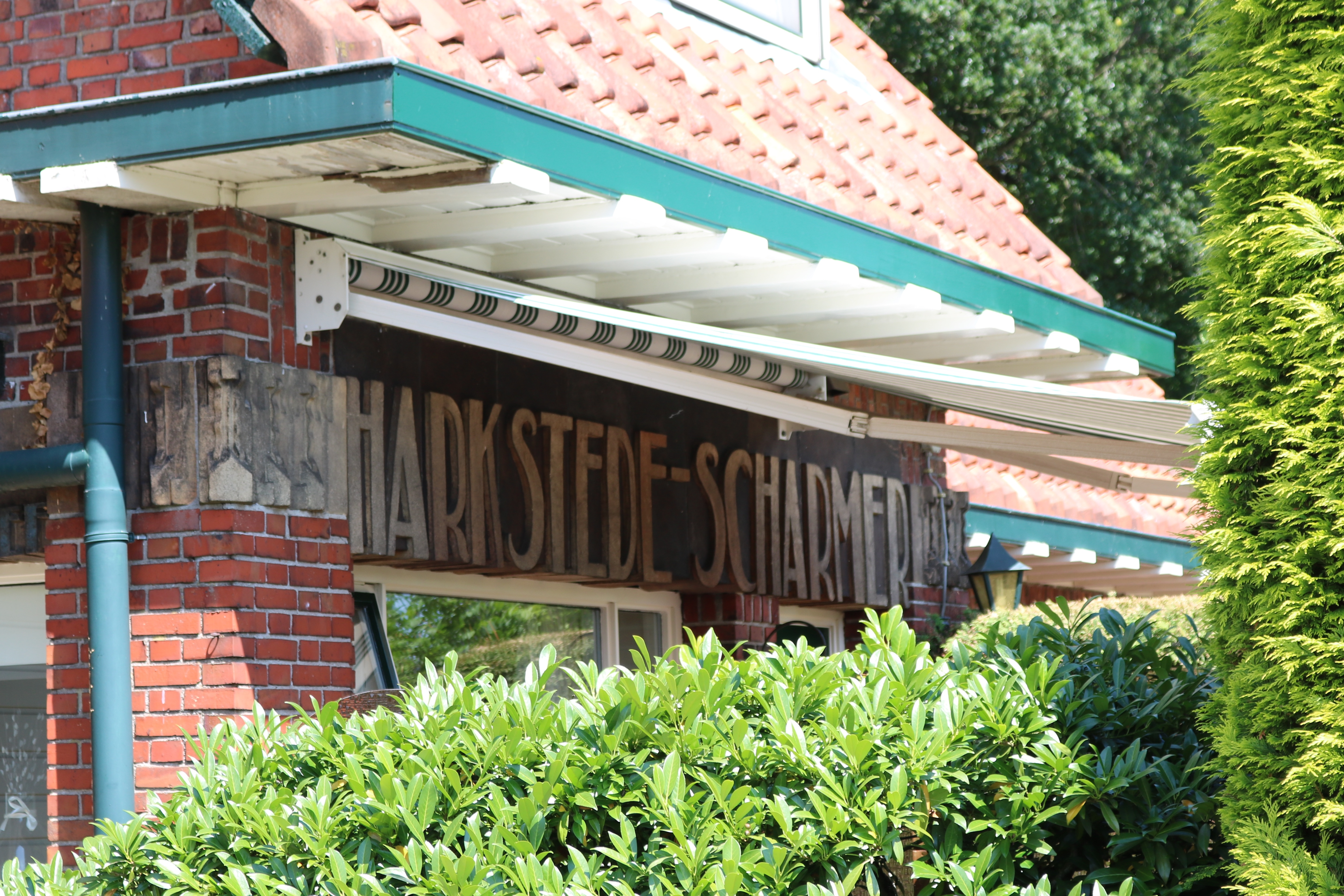
Station Harkstede-Scharmer
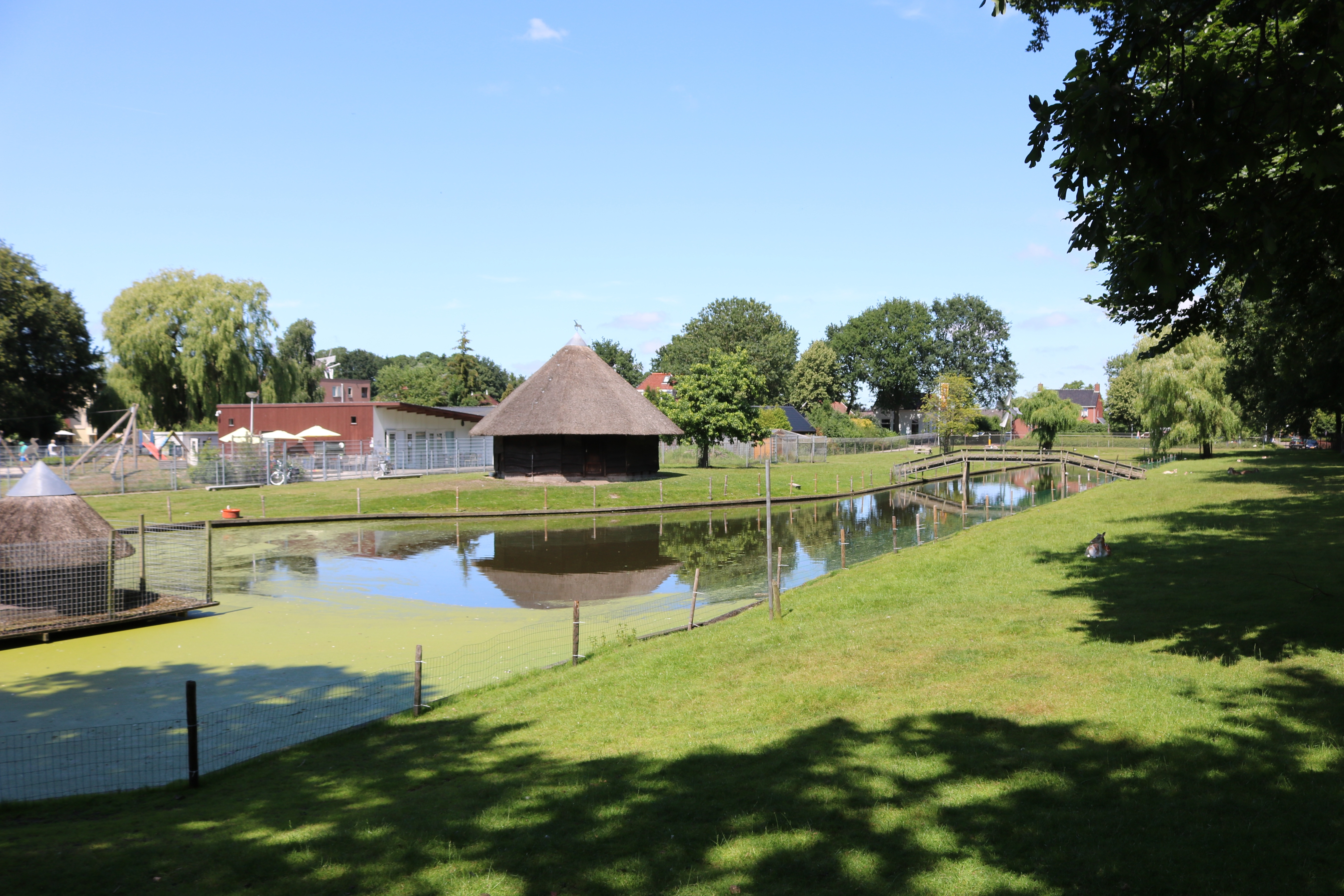
Het spoordok bij station Harkstede-Scharmer

0: Groningen ·
5: Roodehaan ·
7: Engelbert ·
9: Bieleveldslaan ·
10: Harkstede-Scharmer ·
15: Kolham ·
17: Froombosch ·
19: 's Gravenschans ·
20: Slochteren ·
22: Wijgchelsheim ·
23: Schildwolde-Hellum ·
25: Zandelaan ·
26: Siddeburen ·
27: Leentjerweg ·
32: Tjugchem-Meedhuizen ·
37: Weiwerd
Appingedam · 
Bad Nieuweschans ·
Baflo · 
Bedum · 
Delfzijl · 
-West · 
Eemshaven ·
Grijpskerk · 
Groningen · 
-Europapark ·
-Noord ·
Haren · 
Hoogezand-Sappemeer · 
Kropswolde · 
Loppersum · 
Martenshoek · 
Roodeschool · 
Sauwerd · 
Scheemda · 
Stedum · 
Uithuizen · 
Uithuizermeeden · 
Usquert · 
Veendam · 
Warffum · 
Winschoten · 
Winsum · 
Zuidbroek · 
Zuidhorn
Voormalige stations: zie de lijst van voormalige spoorwegstations in Groningen